# Methylencitronensäure
Methylencitronensäure ist ein früher genutzter pharmazeutischer Wirkstoff und ein γ-Lacton. Es wurde erstmals 1901 von Schering durch Kondensation von Formaldehyd mit Citronensäure hergestellt. Ein etwas modifiziertes Verfahren war Inhalt des Bayer-Patents von Rudolph Berendes vom 9. Oktober 1902.

## Citarin, Helmitol
Das Dinatriumsalz kam unter dem Bayer-Markennamen Citarin und das Urotropin-Salz unter der Bezeichnung Helmitol (auch "Neu-Urotropin") in den Handel.
Letzteres scheidet sich beim Zusammengeben stöchiometrischer Mengen konzentrierter alkoholischer Lösungen von Methylencitronensäure und Hexamethylentetramin quantitativ, als weißes Pulver mit einem Schmelzpunkt von 175 – 176 °C, ab.